# USS Alexandria
El USS Alexandria fue un vapor de ruedas laterales capturado por la Armada de la Unión durante la Guerra Civil estadounidense. La Marina de la Unión la utilizó como un buque de despacho en apoyo del bloqueo de las vías fluviales confederadas por la Marina de la Unión.

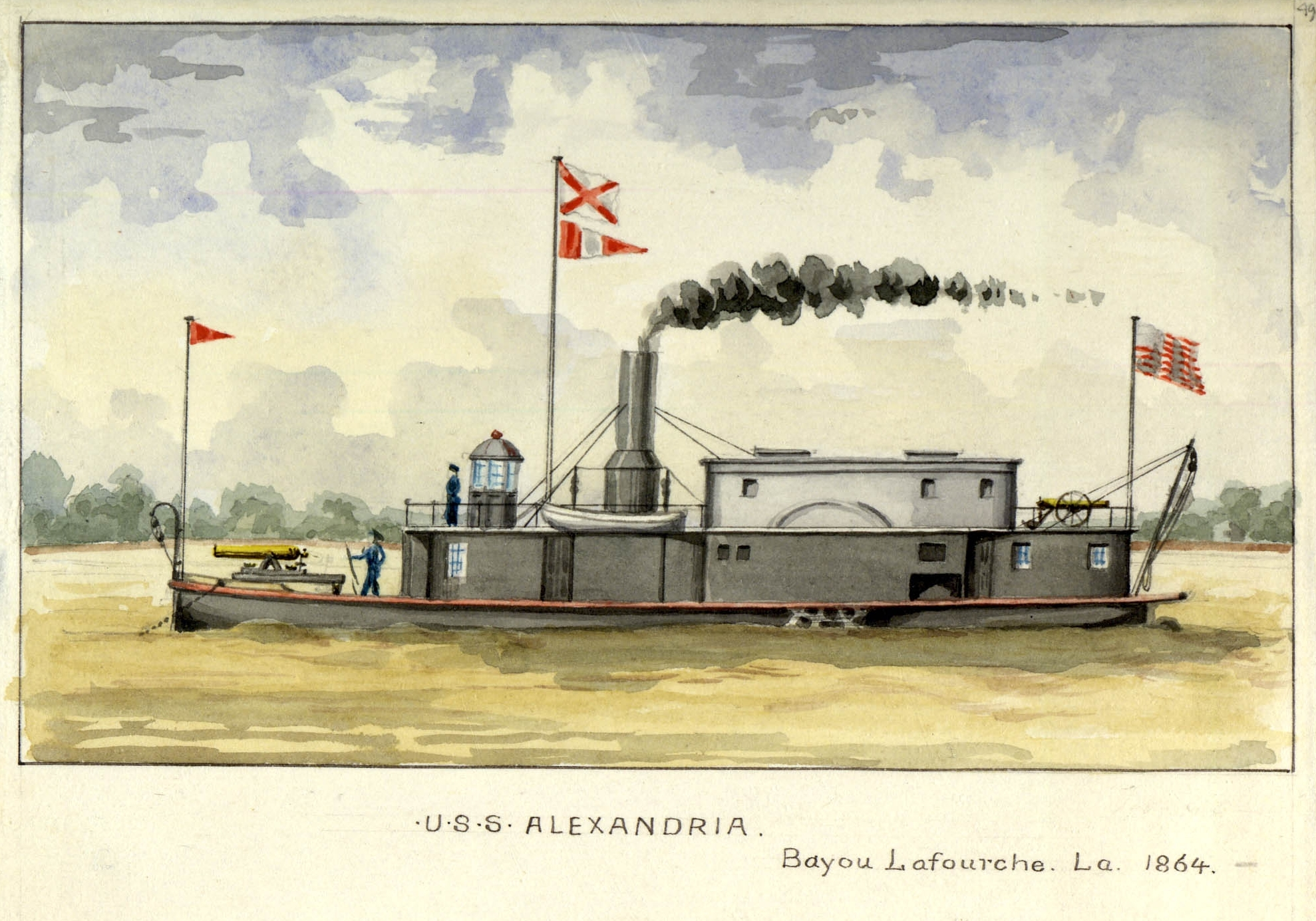
El USS Alexandria por Ens. D. M. N. Stouffer, ca. 1864-65.

## Vapor capturado por las fuerzas de la Armada de la Unión
El CSS St. Mary, un pequeño buque de vapor de ruedas laterales con casco de madera construido en Plaquemine, Louisiana, fue presentado al gobierno confederado una vez terminado a principios de 1862. Protegido por fardos de algodón, el barco operaba en los ríos Yazoo y Tallahatchie para el resto de ese año y el verano de 1863. El 13 de julio, una expedición conjunta del Ejército y la Armada de la Unión de cuatro buques de guerra y 5.000 soldados capturaron al St. Mary en la ciudad de Yazoo, Misisipi.

## Vaporizador puesto en servicio de la Armada de la Unión
Aunque aparentemente nunca fue condenada por un tribunal de premios porque fue tasada en menos de $ 8,000, el St. Mary fue llevada a la Armada de la Unión. El 18 de septiembre de 1863, el contralmirante David Dixon Porter escribió al secretario de Marina, Gideon Welles, solicitando permiso para retener el premio por servicio naval y pidiendo que el buque pasara a llamarse Yazoo. Sin embargo, esta sugerencia nunca fue aprobada.

## Servicio con el escuadrón del Mississippi
Aunque los registros que se conservan no son concluyentes, parece que después de que el premio fue reparado, el almirante Porter pudo haber usado el vapor en el otoño como un barco de despacho no comisionado. Sin embargo, el vehículo de ruedas laterales se puso en servicio como Alexandria en Cairo, Illinois, el 12 de diciembre de 1863, bajo el mando del Maestro Interino D. P. Rosenmiller, Jr.
Sirvió en el 1er Distrito del Escuadrón del Mississippi y operó entre Donaldsonville, Luisiana y Cairo, Illinois.

## Desmantelamiento, venta y carrera posterior de posguerra
Después del colapso de la Confederación, el barco fue desmantelado en Cairo, Illinois, el 7 de agosto de 1865 y vendido en una subasta en Mound City, Illinois, el 17 de agosto de 1865 a W. Markham de Baton Rouge, Louisiana. Documentado como Alexandria el 4 de octubre de 1865, el barco sirvió en el Río Misisipi y sus afluentes hasta que se perdió en algún momento de 1867. No parece haber sobrevivido ningún documento que contenga información específica sobre su destrucción.

## Galería

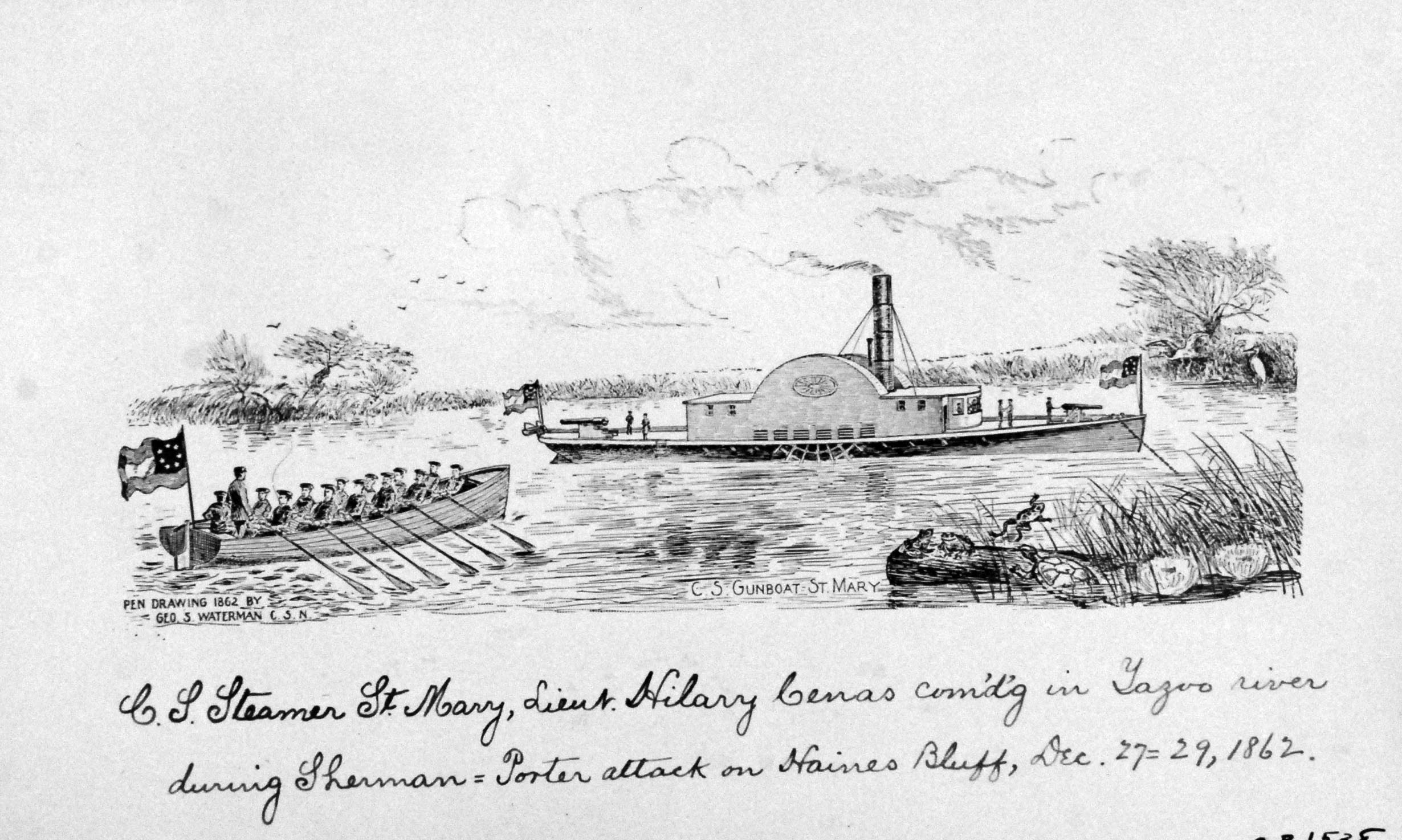
CSS St. Mary anclado en el río Yazoo, dibujo de George S. Waterman en 1862.
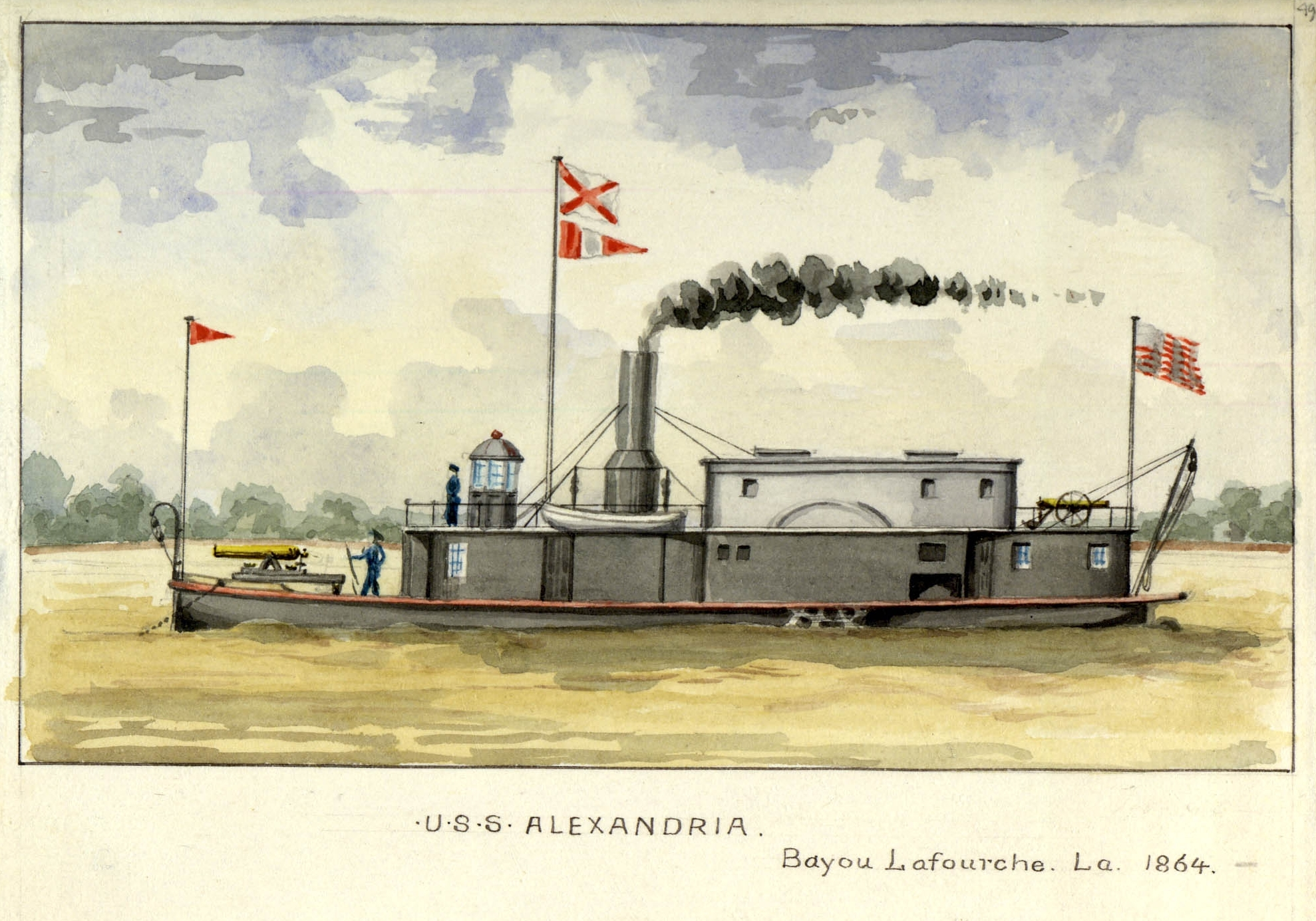
El USS Alexandria pintado por Ens. D. M. N. Stouffer, ca.